# К-52 (1939)
К-52 — советская Краснознамённая крейсерская дизель-электрическая подводная лодка (ПЛ), времён Великой Отечественной войны, восьмой корабль серии XIV типа «Крейсерская».

## История строительства
Заложена 26 февраля 1938 года на Судостроительном заводе № 194 имени А. Марти в Ленинграде под заводским номером 455. Спущена на воду 5 июля 1939 года, включена в состав 4-й бригады подводных лодок Балтийского флота ВС Союза ССР и поставлена на консервацию.
В феврале 1940 года работы на подводной лодке возобновились и 11 февраля 1941 года К-52 включили в состав 13-го дивизиона учебной бригады подводных лодок Балтийского флота. К-52 предназначалась для Тихоокеанского флота, но из-за начала Великой Отечественной войны сдаточные испытания не проводились.
11 октября 1941 года ПЛ вошла в строй и была передана Балтийскому флоту. Командиром лодки был капитан 3 ранга Евгений Георгиевич Шулаков. В отличие от первых шести лодок проекта, не имела минного вооружения.

## История службы
В декабре 1941 года К-52 была отправлена в боевой поход на Балтике, однако при прохождении под одним из неразведённых мостов Ленинграда погнула обе тумбы перископов. Поход был отменён, лодка стала на ремонт. В 1942 году К-52 была включена в состав третьего эшелона действующих на Балтике подлодок, однако ночью 21 октября 1942 года она столкнулась с катером и поход вновь был отменён. 14 марта 1944 года на смену занявшему должность командира дивизиона Шулакову командиром К-52 стал И. В. Травкин, ранее командовавший Щ-303. До конца войны лодка совершила три боевых похода суммарной продолжительностью 57 суток, совершила 10 торпедных атак, подтверждённых успехов не достигла, хотя по докладам командира шесть атак завершились потоплением транспортов (9 немецких подлодок), все они были официально засчитаны.
20 апреля 1945 года подводная лодка «К-52» была награждена орденом Красного Знамени.

## Награды
- 20 апреля 1945 года —  Орден Красного Знамени — награждена указом Президиума Верховного Совета СССР от 20 апреля 1945 года за образцовое выполнение боевых заданий командования на фронте борьбы с немецкими захватчиками и проявленные при этом доблесть и мужество.

### Первый боевой поход
9 ноября 1944 года К-52 совместно с С-4 и Л-21 вышла в поход и направилась в юго-восточную часть Балтийского моря. 12 ноября безуспешно атаковала транспорт, при повторном заходе обнаружилось, что транспорт шведский, командир прервал атаку. 15 ноября при всплытии в условиях шторма командир был сброшен волной с мостика в центральный пост, в результате чего сломал руку, получил травму черепа и повредил глаз. Командование лодки принял находившийся на борту в качестве обеспечивающего командир 2-го дивизиона подводных лодок Е. Г. Шулаков. 21 ноября при экстренном погружении в результате ошибки экипажа получила повреждения, легла на грунт на глубине 85 м, была вынуждена вернуться на базу. 24 ноября прибыла на Ханко.

### Второй боевой поход
15 февраля — 11 марта 1945 года. Пять торпедных атак, выпущено 16 торпед. По официальным данным потоплено 3 транспорта, по данным противника потерь не было.

### Третий боевой поход
17 — 30 апреля 1945. Шесть торпедных атак, выпущено 17 торпед. По официальным данным потоплено 2 транспорта, по данным противника потерь не было.

### Послевоенная служба
В 1946 году подводная лодка «К-52» перебазирована в Лиепаю, в августе 1948 года совместно с остальными балтийскими «Катюшами» перешла на Северный флот вокруг Скандинавского полуострова и прибыла в Екатерининскую гавань. Вошла в состав 1-го дивизиона бригады подводных лодок Северного флота, базировалась на Полярный.
9 июня 1949 года переименована в подводную лодку «Б-6». 29 декабря 1955 года выведена из боевого состава и переоборудована в подзарядовую станцию (ПЗС).
18 января 1955 года получила наименование «ПЗС-25», 26 декабря того же года переименована в «ЗАС-2».
С 12 марта 1958 года использовалась как учебно-тренировочная станция (УТС), 18 марта переименована в «УТС-31», служила в этой роли 17 лет.
20 марта 1975 года исключена из списка плавсредств ВМФ, передана в ОФИ для переработки.
Флаг Краснознамённой подводной лодки «К-52» находится на вечном хранении в Центральном военно-морском музее в Санкт-Петербурге.
Как минимум, до 1984 года находилась в притопленном состоянии в бухте Незаметная (в группе лодок там — самая западная, кормой на берегу, а восточнее — К-55, носом на берегу; мористее — К-110 проекта 629).

### Командиры
- 1940 — 14 марта 1944 Е. Г. Шулаков
- 14 марта 1944 — октябрь 1946 И. В. Травкин
- 1946—1948 Н. И. Дзиковский
- 1949 — С. А. Лысов